# 223e régiment d'infanterie (France)

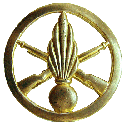
insigne de béret d'infanterie

Le 223e régiment d'infanterie (223e RI) est un régiment d'infanterie de l'Armée de terre française constitué en 1914 avec les bataillons de réserve du 23e régiment d'infanterie.
À la mobilisation, chaque régiment d'active créé un régiment de réserve dont le numéro est le sien plus 200.

## Création et différentes dénominations
- Août 1914 : 223e régiment d'infanterie
- Le régiment est dissous en 1916, les soldats rejoignent le 230e régiment d'infanterie et le 333e régiment d'infanterie.

## Chefs de corps
- du 2 au 25 août 1914 : lieutenant-colonel Eugène  Brouet, mortellement blessé le 25 août 1914 à Méhoncourt (Meurthe-et-Moselle).
- du 25 août au 3 septembre 1914 : chef de bataillon Vidal (à titre provisoire).
- du 3 septembre 1914 au 13 septembre 1915 : lieutenant-colonel René-Marie-Philippe Bluzet (promu au commandement de la 117e brigade).
- du 3 au 19 septembre 1915 : commandant Berthelot (à titre provisoire).
- du 19 septembre 1915 au 12 janvier 1916 : lieutenant-colonel Paul-Stanislas-Sébastien Chenèble (appelé au commandement de la 6e brigade de chasseurs à pied).
- du 12 au 18 janvier 1916 : chef de bataillon Michel (à titre provisoire).
- du 18 janvier au 25 mai 1916 : lieutenant-colonel Bourdon.
- du 26 mai au 1er juin 1916 (date de dissolution du régiment) : lieutenant-colonel Louis-Didier Malézieux.

- 1939 - 1940 : Lieutenant-Colonel Languillaume.

## Historique des garnisons, combats et batailles

### Première Guerre mondiale

#### Affectation
- Casernement Bourg En Bresse il ira du 2 août au 20 août 1914 à Aix les Bains en Savoie pour le regroupement ],2e GDR de l’armée des Alpes 148e Brigade d'Infanterie, 14e Région, 74e Division d'Infanterie d'août 1914 à juin 1916.

#### 1914
Lorraine (août à novembre)

#### 1915
Lorraine (janvier à décembre)

#### 1916
Nemeny, Pont-à-Mousson, forêt de Facq, Xon, Clèmery.
 Verdun
- Le régiment est dissous en 1916

### Seconde Guerre mondiale
Le 223e Régiment d'Infanterie est reformé le 9 septembre 1939 dans le secteur de Pouxeux par le CMI no 202 sous les ordres du Lieutenant-Colonel Languillaume. Il appartient à la 70e Division d'Infanterie.

## Drapeau
Il porte, cousues en lettres d'or dans ses plis, les inscriptions suivantes :
- La Mortagne 1914

## Personnages célèbres ayant servi au223eRI
Pierre Goujon, sous-lieutenant, mort le 25 août 1914
Abbé Remillieux Jean. Sous-lieutenant mort pour la France le 20 juin 1915 à l'attaque de Reillor en lorraine.
Né le 18 novembre 1886, ordonné prêtre en 1909 et professeur des minimes à Lyon (École centrale lyonnaise)
Blessé au pied, il est frappé une seconde fois à la poitrine alors qu'il donne le bras à son frère. Prêtre engagé dans le mouvement social et charismatique, fondateur de la colonie de Chapareillan inspirée du Sillon en 1911, son œuvre perdura jusqu'à jusque vers 1956, date à laquelle une association de la Tour-du-Pin prit le relais.

## Sources et bibliographie
- Archives militaires du Château de Vincennes.
- Serge Andolenko, Recueil d'historiques de l'Infanterie française, Eurimprim, 1969.